# Auguste-Jacques Lemierre d'Argy
Pour les articles homonymes, voir Lemierre.
Auguste-Jacques Lemierre d'Argy, né le 1er mars 1762 à Paris, où il est mort le 12 décembre 1815, est un écrivain et traducteur français.

## Biographie
Interprète et traducteur, notamment auprès de différents ministères et tribunaux (Conseil des prises maritimes, codirecteur du bureau de législation étrangère...), mais également libraire à Paris, Auguste-Jacques Lemierre d'Argy est essentiellement connu pour sa rédaction de drames populaires. Il est souvent cité pour son drame en quatre actes en prose Calas, ou, Le fanatisme portant sur l’affaire Calas représenté pour la première fois à Paris le 17 décembre 1790, au théâtre du Palais Royal, et édité en 1791. C’est également le neveu de Antoine-Marin Lemierre (1723-1793), poète et auteur tragique, membre de l’Académie française.

### Traductions
- Nouveau code criminel de l’empereur, publié à Vienne en 1787, édition Hardouin et Gatey, Paris, traduit par Auguste-Jacques Lemierre d'Argy. 1787.
- Mémoires de la reine d'Étrurie Marie-Louise de Bourbon écrits par elle-même, traduits de l'italien par Auguste-Jacques Lemierre d'Argy, Éditions Chaumerot jeune. 1814.
- La Femme errante, par Miss Burney. Traduit de l'anglais par J.-B.-J. Breton de La Martinière et Auguste-Jacques Lemierre d'Argy. 1815.